# Eureka de Media Luna
Eureka de Media Luna är en ort i Mexiko.   Den ligger i kommunen Gómez Palacio och delstaten Durango, i den centrala delen av landet, 800 km nordväst om huvudstaden Mexico City. Eureka de Media Luna ligger 1 112 meter över havet och antalet invånare är 1 201.
Terrängen runt Eureka de Media Luna är mycket platt. Runt Eureka de Media Luna är det ganska tätbefolkat, med 129 invånare per kvadratkilometer. Närmaste större samhälle är San Felipe, 11,8 km söder om Eureka de Media Luna. Trakten runt Eureka de Media Luna består till största delen av jordbruksmark.